# Temporada 1990-91 de los Milwaukee Bucks
La temporada 1990-91 fue la vigesimotercera de los Milwaukee Bucks en la NBA. La temporada regular acabó con 48 victorias y 34 derrotas, ocupando el cuarto puesto de la Conferencia Este, clasificándose para los playoffs, en los que cayeron en primera ronda ante los Philadelphia 76ers.

## Elecciones en elDraft
| Ronda | Puesto | Jugador      | Posición  | Nacionalidad   | Universidad  |
| ----- | ------ | ------------ | --------- | -------------- | ------------ |
| 1     | 16     | Terry Mills  | Ala-Pívot | Estados Unidos | Michigan     |
| 2     | 44     | Steve Henson | Base      | Estados Unidos | Kansas State |

## Temporada regular
| División Central    | División Central | División Central | División Central | División Central | División Central | División Central | División Central | División Central |
| Equipo              | G                | P                | %                | PD               | Casa             | Fuera            | Div              |                  |
| ------------------- | ---------------- | ---------------- | ---------------- | ---------------- | ---------------- | ---------------- | ---------------- | ---------------- |
| y-Chicago Bulls     | 61               | 21               | .744             | —                | 35–6             | 26–15            | 25–5             |                  |
| x-Detroit Pistons   | 50               | 32               | .610             | 11               | 32–9             | 18–23            | 19-11            |                  |
| x-Milwaukee Bucks   | 48               | 34               | .585             | 13               | 33–8             | 15–26            | 16–14            |                  |
| x-Atlanta Hawks     | 43               | 39               | .524             | 18               | 29–12            | 14–27            | 11–19            |                  |
| x-Indiana Pacers    | 41               | 41               | .500             | 20               | 29-12            | 12–29            | 15-15            |                  |
| Cleveland Cavaliers | 33               | 49               | .402             | 28               | 23–18            | 10–31            | 11-19            |                  |
| Charlotte Hornets   | 26               | 56               | .317             | 35               | 17–24            | 9–32             | 8–22             |                  |

## Playoffs

### Primera ronda
Philadelphia 76ers  vs. Milwaukee Bucks
| Fecha       | Partido                                     | Ciudad       |
| ----------- | ------------------------------------------- | ------------ |
| 25 de abril | Milwaukee Bucks 90, Philadelphia 76ers 99   | Milwaukee    |
| 27 de abril | Milwaukee Bucks 112, Philadelphia 76ers 116 | Milwaukee    |
| 30 de abril | Philadelphia 76ers 121, Milwaukee Bucks 100 | Philadelphia |
|             | Philadelphia 76ers gana las series 3-0      |              |

## Estadísticas

### Temporada regular
| Rk | Jugador           | Edad | P  | PT | MP   | TC  | TCI  | %TC  | T3  | T3I | %T3  | TL  | TLI | %TL   | RO  | RD  | RT  | AS  | RB  | TAP | BP  | FP  | PTS  |
| -- | ----------------- | ---- | -- | -- | ---- | --- | ---- | ---- | --- | --- | ---- | --- | --- | ----- | --- | --- | --- | --- | --- | --- | --- | --- | ---- |
| 1  | Jay Humphries     | 28   | 80 | 80 | 34.1 | 6.0 | 12.0 | .502 | 0.8 | 2.0 | .373 | 2.4 | 3.0 | .799  | 0.7 | 2.0 | 2.8 | 6.7 | 1.6 | 0.1 | 1.9 | 3.0 | 15.2 |
| 2  | Alvin Robertson   | 28   | 81 | 81 | 32.1 | 5.4 | 11.2 | .485 | 0.3 | 0.8 | .365 | 2.5 | 3.2 | .757  | 2.4 | 3.3 | 5.7 | 5.5 | 3.0 | 0.2 | 2.6 | 3.4 | 13.6 |
| 3  | Dale Ellis        | 30   | 21 | 0  | 29.7 | 7.6 | 15.6 | .486 | 1.4 | 3.2 | .441 | 2.8 | 3.9 | .707  | 1.8 | 2.0 | 3.9 | 1.5 | 0.8 | 0.2 | 1.5 | 2.5 | 19.3 |
| 4  | Ricky Pierce      | 31   | 46 | 0  | 28.8 | 7.8 | 15.7 | .499 | 0.8 | 2.0 | .398 | 6.1 | 6.8 | .907  | 0.8 | 1.7 | 2.5 | 2.1 | 0.8 | 0.2 | 2.0 | 2.0 | 22.5 |
| 5  | Danny Schayes     | 31   | 82 | 38 | 27.2 | 3.6 | 7.3  | .499 | 0.0 | 0.1 | .000 | 3.3 | 4.0 | .835  | 2.1 | 4.4 | 6.5 | 1.2 | 0.7 | 0.7 | 1.3 | 3.2 | 10.6 |
| 6  | Fred Roberts      | 30   | 82 | 82 | 25.8 | 4.4 | 8.2  | .533 | 0.0 | 0.3 | .160 | 2.1 | 2.5 | .813  | 1.3 | 2.1 | 3.4 | 1.6 | 0.8 | 0.4 | 1.6 | 2.3 | 10.8 |
| 7  | Frank Brickowski  | 31   | 75 | 73 | 25.5 | 5.0 | 9.4  | .527 | 0.0 | 0.0 | .000 | 2.6 | 3.3 | .798  | 1.7 | 4.0 | 5.7 | 1.7 | 1.1 | 0.6 | 2.1 | 3.4 | 12.6 |
| 8  | Jack Sikma        | 35   | 77 | 44 | 25.2 | 3.8 | 9.0  | .427 | 0.6 | 1.8 | .341 | 2.2 | 2.6 | .843  | 1.4 | 4.3 | 5.7 | 1.9 | 0.8 | 0.8 | 1.7 | 2.8 | 10.4 |
| 9  | Jeff Grayer       | 25   | 82 | 7  | 17.3 | 2.6 | 5.9  | .433 | 0.0 | 0.0 | .000 | 1.2 | 1.8 | .687  | 1.4 | 1.6 | 3.0 | 1.5 | 0.6 | 0.1 | 1.0 | 1.2 | 6.4  |
| 10 | Brad Lohaus       | 26   | 81 | 3  | 15.0 | 2.2 | 5.1  | .431 | 0.4 | 1.5 | .277 | 0.5 | 0.7 | .685  | 0.7 | 2.0 | 2.7 | 0.9 | 0.6 | 0.9 | 0.7 | 2.1 | 5.3  |
| 11 | Lester Conner     | 31   | 39 | 2  | 13.3 | 1.0 | 2.5  | .396 | 0.0 | 0.1 | .000 | 1.0 | 1.3 | .750  | 0.3 | 1.2 | 1.4 | 2.7 | 1.2 | 0.0 | 0.8 | 0.9 | 2.9  |
| 12 | Adrian Dantley    | 35   | 10 | 0  | 12.6 | 1.9 | 5.0  | .380 | 0.1 | 0.3 | .333 | 1.8 | 2.6 | .692  | 0.8 | 0.5 | 1.3 | 0.9 | 0.5 | 0.0 | 0.6 | 0.8 | 5.7  |
| 13 | Steve Henson      | 22   | 68 | 0  | 10.1 | 1.2 | 2.8  | .418 | 0.3 | 0.8 | .333 | 0.6 | 0.6 | .905  | 0.2 | 0.5 | 0.8 | 1.9 | 0.5 | 0.0 | 0.6 | 1.2 | 3.1  |
| 14 | Greg Anderson     | 26   | 26 | 0  | 9.5  | 1.0 | 2.8  | .370 | 0.0 | 0.0 | .000 | 0.6 | 1.1 | .571  | 1.0 | 1.9 | 2.9 | 0.1 | 0.3 | 0.3 | 0.8 | 1.1 | 2.7  |
| 15 | Frank Kornet      | 24   | 32 | 0  | 4.9  | 0.7 | 1.9  | .371 | 0.2 | 0.6 | .278 | 0.2 | 0.4 | .538  | 0.3 | 0.4 | 0.8 | 0.3 | 0.2 | 0.0 | 0.3 | 0.9 | 1.8  |
| 16 | Everette Stephens | 24   | 3  | 0  | 2.0  | 0.7 | 1.0  | .667 | 0.0 | 0.0 |      | 0.7 | 0.7 | 1.000 | 0.0 | 0.0 | 0.0 | 0.7 | 0.0 | 0.0 | 0.0 | 0.0 | 2.0  |

### Playoffs
| Rk | Jugador           | Edad | P | PT | MP   | TC  | TCI  | %TC   | T3  | T3I | %T3  | TL  | TLI | %TL   | RO  | RD  | RT  | AS  | RB  | TAP | BP  | FP  | PTS  |
| -- | ----------------- | ---- | - | -- | ---- | --- | ---- | ----- | --- | --- | ---- | --- | --- | ----- | --- | --- | --- | --- | --- | --- | --- | --- | ---- |
| 1  | Jay Humphries     | 28   | 3 | 3  | 41.0 | 5.7 | 10.7 | .531  | 0.7 | 1.7 | .400 | 3.0 | 3.3 | .900  | 0.7 | 1.3 | 2.0 | 8.3 | 0.7 | 0.0 | 2.0 | 5.7 | 15.0 |
| 2  | Alvin Robertson   | 28   | 3 | 3  | 39.3 | 9.7 | 16.3 | .592  | 1.0 | 3.0 | .333 | 3.3 | 4.3 | .769  | 2.3 | 3.7 | 6.0 | 5.0 | 2.7 | 0.0 | 3.3 | 4.0 | 23.7 |
| 3  | Frank Brickowski  | 31   | 3 | 3  | 36.7 | 8.0 | 15.0 | .533  | 0.0 | 0.7 | .000 | 2.3 | 4.7 | .500  | 1.7 | 7.0 | 8.7 | 1.0 | 0.3 | 0.7 | 2.0 | 5.3 | 18.3 |
| 4  | Fred Roberts      | 30   | 3 | 3  | 34.3 | 5.3 | 11.7 | .457  | 0.0 | 0.3 | .000 | 0.7 | 0.7 | 1.000 | 1.3 | 3.7 | 5.0 | 2.3 | 0.7 | 0.3 | 1.7 | 1.7 | 11.3 |
| 5  | Danny Schayes     | 31   | 3 | 3  | 23.7 | 3.0 | 7.7  | .391  | 0.0 | 0.3 | .000 | 3.3 | 3.7 | .909  | 1.3 | 2.7 | 4.0 | 1.0 | 1.0 | 0.3 | 2.0 | 2.7 | 9.3  |
| 6  | Jack Sikma        | 35   | 3 | 0  | 17.0 | 2.0 | 5.0  | .400  | 0.3 | 0.7 | .500 | 0.3 | 0.7 | .500  | 1.0 | 3.0 | 4.0 | 2.0 | 1.7 | 0.3 | 1.0 | 1.3 | 4.7  |
| 7  | Brad Lohaus       | 26   | 3 | 0  | 13.7 | 1.7 | 5.3  | .313  | 1.0 | 2.7 | .375 | 0.3 | 0.7 | .500  | 1.3 | 1.7 | 3.0 | 0.3 | 0.0 | 0.0 | 1.0 | 2.0 | 4.7  |
| 8  | Steve Henson      | 22   | 3 | 0  | 13.3 | 2.0 | 4.0  | .500  | 0.7 | 1.0 | .667 | 1.0 | 1.3 | .750  | 0.0 | 1.0 | 1.0 | 1.0 | 0.3 | 0.0 | 2.0 | 1.0 | 5.7  |
| 9  | Jeff Grayer       | 25   | 3 | 0  | 12.3 | 1.7 | 4.3  | .385  | 0.0 | 0.0 |      | 1.7 | 2.0 | .833  | 1.0 | 1.0 | 2.0 | 2.0 | 0.3 | 0.0 | 1.0 | 0.7 | 5.0  |
| 10 | Larry Krystkowiak | 26   | 3 | 0  | 8.3  | 0.3 | 2.0  | .167  | 0.0 | 0.0 |      | 0.0 | 0.0 |       | 0.0 | 1.0 | 1.0 | 0.7 | 0.3 | 0.0 | 0.0 | 1.0 | 0.7  |
| 11 | Lester Conner     | 31   | 1 | 0  | 7.0  | 1.0 | 1.0  | 1.000 | 0.0 | 0.0 |      | 0.0 | 1.0 | .000  | 1.0 | 0.0 | 1.0 | 2.0 | 0.0 | 0.0 | 1.0 | 1.0 | 2.0  |
| 12 | Adrian Dantley    | 35   | 3 | 0  | 6.3  | 0.3 | 2.3  | .143  | 0.0 | 0.0 |      | 1.0 | 1.3 | .750  | 0.7 | 0.7 | 1.3 | 0.0 | 0.0 | 0.0 | 0.7 | 0.0 | 1.7  |

## Galardones y récords
| Jugador         | Galardón                                    |
| Alvin Robertson | Mejor quinteto defensivo de la NBA All-Star |
| Ricky Pierce    | All-Star                                    |